# Нижнеднепровский трубопрокатный завод
Интерпайп Нижнеднепровский трубопрокатный завод (укр. Нижньодніпровський трубопрокатний завод) — украинская трубная компания.
Полное название — «ПАО „Интерпайп НТЗ“». Входит в компанию «Интерпайп».
В феврале 2007 года акционеры «Нижнеднепровского трубопрокатного завода» решили переименовать предприятие в «Интерпайп Нижнеднепровский трубопрокатный завод».

## История
Основателем завода был Тадеуш Бернардович Гантке, который в 1890 году взял в аренду на тридцать лет участок земли недалеко от станции железной дороги Горяиново (теперь это правобережная часть города Днепр), где был построен гвоздильный завод. В 1909 году, после того как Гантке приобрёл завод «Франко-русских мастерских», который специализировался на изготовлении вагонов, в том числе трамвайных, «Екатеринославский завод Общества металлургических заводов Б. Гантке» был перенесён на левый берег Днепра. В 1913 году на нём было освоено производство цельнокатанных труб.
С началом Первой мировой войны на завод, как на «имущество граждан воюющей враждебной стороны», был наложен секвестр, и завод получил название «Нижнеднепровские государственные секвестированные заводы Б. Ганке». Он стал выпускать военную продукцию.
В январе 1918 года завод был национализирован. В 1922 году он получил название «Екатеринославский государственный металлургический завод имени Карла Либкнехта».
В 1935 году на заводе было начато производство железнодорожных колёс.
В августе 1941 года завод был эвакуирован, 6 эшелонов с оборудованием и семьями специалистов были вывезены на уральские предприятия.
В 1943-48 годах завод был реконструирован.
В 1955 году на заводе был построен трубоэлектросварочный цех.
В 1994 году было создано акционерное общество «Нижнеднепровский трубопрокатный завод».
Затем оно было приобретено компанией «Интерпайп»
.
Завод выпускал собственную заводскую газету «Приднепровский Металлург» (первый номер вышел 7 ноября 1928 года).

## Продукция
Завод является крупным производителем стальных труб различного назначения, железнодорожных колёс, бандажей, крупногабаритных кольцевых изделий, фланцев.
В 2019 г. Интерпайп НТЗ освоил производство новых видов продукции: холоднотянутых труб для компании Liebherr, обсадных труб класса прочности V150, труб диаметром более 426 мм. Разработана технология производства труб класса P110 SS. Организован участок по производству обсадных труб с премиальными резьбами.

## Персоналии
- Цинёв, Георгий Карпович
- Богомаз Алексей Лукич
- Бутко, Пётр Клементьевич
- Ушаков, Виктор Георгиевич
- Шевцов, Иван Андреевич
- Козловский, Альфред Иванович